# Delegación del Gobierno en Polonia
La Delegación del Gobierno en Polonia (en polaco: Delegatura Rządu Rzeczypospolitej Polskiej na Kraj) fue una agencia del Gobierno polaco en el exilio durante la Segunda Guerra Mundial. Era la máxima autoridad del Estado Secreto polaco en la Polonia ocupada y estaba encabezada por el Delegado del Gobierno en Polonia, un Viceprimer Ministro polaco de facto.
La Delegación del Gobierno en Polonia fue concebida como el primer gobierno provisional de la Polonia devastada por la guerra hasta que el Gobierno polaco en el exilio pudiera regresar con seguridad desde el extranjero a una Polonia liberada.

## Historia
Inicialmente se formaron dos Delegaciones, una para las áreas polacas anexionadas por Alemania y otra para el Gobierno General. Nunca se nombró un delegado para las áreas polacas anexionadas por la Unión Soviética. A partir de 1942 se consolidó el poder y se eligió un solo delegado, con el rango de Viceprimer Ministro. A su vez, tenía 6 diputados para cada una de las regiones, cuyas responsabilidades se delegaron aún más en los funcionarios a nivel de condado. En julio de 1944, los tres diputados del delegado fueron ascendidos a ministros y se creó un Consejo de Ministros del Interior (en polaco: Krajowa Rada Ministrów). El Consejo del Interior se convirtió en la contraparte local del Gobierno polaco en el exilio.
El órgano político de la Delegación era el Comité Consultivo Político (Polityczny Komitet Porozumiewawczy), un consejo integrado por 4 partidos políticos principales. El 21 de marzo de 1943 pasó a llamarse Representación Política Nacional (Krajowa Reprezentacja Polityczna) y se convirtió en un parlamento de coalición clandestino, integrado por miembros del Partido Socialista Polaco, el Partido Nacional, el Partido Popular y el Partido Laborista. Se convirtió en el órgano de control de la Delegación y el n Cuartel General del Ejército Nacional (Armia Krajowa). El 9 de enero de 1944 se convirtió en un Consejo de Unidad Nacional (Rada Jedności Narodowej), el parlamento de la Polonia clandestina.
Durante la Operación Tempestad, en 1944, los representantes locales del Consejo y los comandantes locales del Ejército Nacional, como representantes del gobierno polaco legítimo y del Ejército Polaco, emergieron de la clandestinidad y dieron la bienvenida al Ejército Rojo que avanzaba. A pesar de varios casos de cooperación exitosa con la Unión Soviética, la mayoría de los representantes y comandantes polacos pronto fueron arrestados por la NKVD y enviados a prisiones rusas o a los glulag.
Durante el alzamiento de Varsovia, la Delegación del Gobierno en Polonia también salió de su escondite y comenzó a actuar oficialmente como el parlamento polaco en las áreas liberadas de Polonia. Después de la represión del alzamiento, la mayoría de los miembros de la Delegación abandonaron Varsovia con la población civil y lograron evadir a los alemanes. Sin embargo, se rompió el contacto con las sucursales locales en las áreas ocupadas por los soviéticos y los alemanes.
En febrero de 1945, la Delegación del Gobierno, que incluía a la mayoría de los miembros del Consejo de Unidad Nacional y al Comandante en Jefe del Ejército Nacional, fue invitada por el general soviético Iván Serov a una conferencia sobre su eventual inclusión en el Gobierno Provisional respaldado por los soviéticos. Se les prometió un salvoconducto de antemano, pero la NKVD los arrestó de inmediato y los llevó a Moscú, donde los torturaron brutalmente durante varios meses y los juzgaron en un juicio de los Dieciséis. Todos perecieron. Mientras tanto, en Polonia, la Delegación fue reconstruida y continuó en sus funciones hasta que finalmente se disolvió el 1 de julio de 1945.

## Departamentos
Las actividades de la Delegación abarcaron todos los ámbitos de la sociedad organizada. Comprendía 12 ramas, que correspondían aproximadamente a los ministerios del gobierno polaco en el exilio en Londres.
1. Asuntos internos
  - Seguridad de la Delegación
  - Administración Provisional: administración en la sombra para hacerse cargo de las funciones administrativas después de la liberación o durante un levantamiento nacional
  - Państwowy Korpus Bezpieczeństwa - policía clandestina
  - Consejo de Ayuda a los judíos
  - Preparación de informes sobre la situación en la Polonia ocupada
2. Información y Prensa
  - Proporcionar a la sociedad noticias del exterior
  - Propaganda
  - Imprenta del Rzeczpospolita, el órgano oficial de la Oficina
3. Asuntos Laborales y Sociales
  - cooperación con la Cruz Roja Polaca y el Consejo Central de Bienestar
4. Educación y Cultura
  - Organización de las escuelas y universidades secretas
5. Industria y Comercio
6. Agricultura
7. Justicia
8. Liquidación de los Efectos de la Guerra
9. Obras Públicas y Reconstrucción
10. Tesorería
11. Correos y Telégrafos
12. Comunicaciones

Cerca del final de la guerra, se crearon los Departamentos de Asuntos Exteriores y de Asuntos de Guerra, pero no jugaron un papel significativo.
Otras unidades y agencias importantes incluyeron:
- La Oficina de Tierras Nuevamente Adquiridas (Biuro Ziem Nowych polaca)

Establecida en 1942. La tarea principal de la Oficina era documentar los reclamos polacos sobre las tierras alemanas al este del río Óder y el área de Prusia, así como la planificación de su desarrollo de posguerra. A pesar del acuerdo de los aliados para otorgar a Polonia las tierras al este de la línea Óder-Neisse, los planes de la oficina nunca se cumplieron ya que la mayoría de sus trabajadores fueron arrestados por la NKVD y enviados a gulags en toda Rusia (véase, sin embargo, Territorios Polacos Recuperados) .
- La Kierownictwo Walki Cywilnej (Dirección de Resistencia Civil) (desde 1941)

En cuanto a la estructura territorial, hubo:
- en el Gobierno General:
  - Delegación Regional de Kielce
  - Delegación Regional para Cracovia
  - Delegación Regional para Lublin
  - Delegación Regional para Varsovia-Ciudad
  - Delegación Regional para el voivodato de Varsovia

- en los territorios polacos anexionados por la Alemania nazi:
  - Delegación Regional de Ciechanów
  - Delegación Regional de Łódź
  - Delegación Regional de Pomorze (Pomerania) en Toruń
  - Delegación Regional de Poznan
  - Delegación Regional de Śląsk (Silesia) en Katowice

- en los territorios polacos anexionados por la Unión Soviética:
  - Delegación Regional de Białystok
  - Delegación Regional de Lwów (Lviv)
  - Delegación Regional para Nowogródek (Navogrúdok)
  - Delegación Regional de Polonia
  - Delegación Regional para Wilno (Vilna)
  - Delegación Regional de Wołyń (Volinia)